# Villa Barrientos (Warnes)
Villa Barrientos ist eine Ortschaft im Departamento Santa Cruz im Tiefland des südamerikanischen Anden-Staates Bolivien.

## Lage im Nahraum
Villa Barrientos ist eine Ortschaft im Kanton Chuchio im Municipio Warnes in der Provinz Ignacio Warnes im westlichen Teil des Departamentos Santa Cruz. Die Ortschaft liegt auf einer Höhe von 319 m zwischen Río Grande (20 km) im Osten und Río Piraí (25 km) im Westen. Die nächstgelegenen größeren Ortschaften sind Las Gamas im Kanton Chuchio und La Finca und El Barrial im Kanton Tocomechi.

## Geographie
Villa Barrientos liegt im tropischen Feuchtklima vor dem Ostrand der Anden-Gebirgskette der Cordillera Oriental. Die Region war vor der Kolonisierung von Chiquitano-Trockenwäldern bedeckt, ist heute aber größtenteils Kulturland.
Die mittlere Durchschnittstemperatur der Region liegt bei knapp 24 °C (siehe Klimadiagramm Warnes), die Monatswerte schwanken zwischen 20 °C im Juni/Juli und 26 °C von November bis Februar. Der Jahresniederschlag beträgt etwa 1300 mm, die Monatsniederschläge sind ergiebig und liegen zwischen 35 mm im August und 200 mm im Januar.

## Verkehrsnetz
Villa Barrientos liegt in einer Entfernung von 49 Straßenkilometern nordöstlich von Santa Cruz, der Hauptstadt des Departamentos.
Durch Santa Cruz führt die 1657 Kilometer lange Nationalstraße Ruta 4, die das Land in West-Ost-Richtung durchquert, von Tambo Quemado an der chilenischen Grenze bis Puerto Suárez im Dreiländereck Brasilien-Bolivien-Paraguay. Die Straße führt von Westen kommend über Cochabamba, Villa Tunari und Montero nach Warnes, und dann weiter über Santa Cruz und Roboré nach Puerto Suárez und über die Grenze in das brasilianische Corumbá.
Sieben Kilometer südlich von Warnes zweigt von der Ruta 4 ("Carretera del Norte") eine Landstraße in nordöstlicher Richtung ab, die nach 25 Kilometern die Ortschaft La Finca erreicht; acht Kilometer vor La Finca zweigt eine Seitenstraße nach Südosten ab und erreicht Villa Barrientos nach sieben Kilometern.

## Bevölkerung
Die Einwohnerzahl der Ortschaft ist in den vergangenen beiden Jahrzehnten auf etwa das Dreifache angestiegen:
| Jahr | Einwohner | Quelle       |
| ---- | --------- | ------------ |
| 1992 | 191       | Volkszählung |
| 2001 | 694       | Volkszählung |
| 2012 | 580       | Volkszählung |
| 2024 |           | Volkszählung |

In der Region sind die Quechua die zahlenmäßig wichtigste indigene Volksgruppe, im Municipio Warnes sprechen 13,5 Prozent der Einwohner Quechua.